# Thomas Sabottka
Thomas Sabottka (* 1968 in Berlin) ist ein deutscher Autor.

## Werdegang als Autor
In den Jahren 1987 bis 1990 schrieb Thomas Sabottka erste Kurzgeschichten und hielt Lesungen ab. Von 1992 bis 1995 war er hauptsächlich als Schauspieler an Berliner Off-Theatern tätig.
2001 veröffentlichte Sabottka seinen ersten Roman. In den Folgejahren war Sabottka vor allem live unterwegs. So trat er u. a. mit den Bands ASP, Chamber, L’Âme Immortelle, dem Gitarristen Ralph Müller, der Sängerin, Schauspielerin und Autorin Luci van Org und Sänger und Schauspieler Roman Shamov auf. Er veröffentlichte diverse Romane, Kurzgeschichten und Hörbücher als Selfpublisher und bei verschiedenen Verlagen.
2013 zog Sabottka sich aus gesundheitlichen Gründen zunächst komplett vom Autoren- und Bühnendasein zurück.
2016 begann Sabottka unter dem Pseudonym Anton Serkalow zu veröffentlichen. Das Pseudonym wählte er, um sich von seinen vorherigen Arbeiten abzugrenzen. Er schreibt Romane und Hörspielskripte in den Bereichen Fantasy, Horror und Weird Fiction. Serkalow tritt, aus gesundheitlichen Gründen, weiterhin nicht live auf. Er veröffentlicht als Selfpublisher aber auch beim Blitz Verlag und schreibt für Holysoft, WinterZeit, Contendo Media u. a. Hörspiele, so zum Beispiel die vierte Saga der Reihe Howard Phillips Lovecraft – Chroniken des Grauens (2025).

## Veröffentlichungen (als Anton Serkalow)

### Reihe Vakkerville Mysteries
- 2016: Dämmergrau. Amazon KDP
- 2016: Nebelgrenze. Amazon KDP
- 2017: Spiegelgrund. Amazon KDP

### Reihe Nighthunter
- 2019: Die Nacht der Ghule. Amazon KDP
- 2019: Die Zombies von Pine Hill. Amazon KDP
- 2019: Custers letzter Ritt. Amazon KDP
- 2019:Die Posaunen von Jericho. Amazon KDP
- 2019: Das Geheimnis von Bright Hope. Amazon KDP
- 2020: Geisterreiter der Prärie. Amazon KDP
- 2020: Das Lied der Wölfe. Amazon KDP
- 2020: Hexenjagd am Salish-Lake. Amazon KDP
- 2020: Tod eines Pinkerton. Amazon KDP
- 2021: Showdown in Hellsgate. Amazon KDP
- 2021: Sturmerwachen Amazon KDP
- 2022: Blutmond Amazon KDP

- 2021: Nighthunter Sammelband 1 ISBN 978-3-7546-2627-6
- 2021: Nighthunter Sammelband 2 ISBN 978-3-7546-2628-3

### Weitere Bücher
- 2021: Blaine Williams. Das Gesetz der Rache. (Western Legenden Band 33), Blitz Verlag, E-Book, ISBN 978-3-95719-544-9
- 2021: Die Fährte des Wendigo.(Horror-Western Band 07), Blitz Verlag, E-Book, ISBN 978-3-95719-287-5
- 2022: Die Berge des Verderbens. (Lovecrafts Schriften des Grauens Band 31) Blitz Verlag ISBN 978-3-95719-941-6
- 2023: Träume im Heckenhaus (Lovecrafts Schriften des Grauens Band 34) Blitz Verlag ISBN 978-3-7579-5417-8
- 2024: Das Fest (Lovecrafts Schriften des Grauens Band 37) Blitz Verlag ISBN 978-3-75797-275-2
- 2024: Die Aussenseiter (Lovecrafts Schriften des Grauens Band 41) Blitz Verlag ISBN 978-3-68984-052-5

### Hörspiele
- 2025: Lovecraft Chroniken des Grauens 13 - Das Grauen von Red Hook, WinterZeit Audiobooks Hörspiel, EAN 4260507201621[9]

## Belege
1. ↑  ASP – laut.de – Band. Abgerufen am 19. Dezember 2023.
2. ↑  ASP - CHAMBER – L´ORCHESTRE DE CHAMBRE NOIR (ONCE IN A LIFETIME) in Herford - Club X Konzertbericht. Abgerufen am 19. Dezember 2023 (deutsch).
3. ↑  Wien - Friedhof der Namenlosen. Abgerufen am 19. Dezember 2023.
4. ↑  L'Âme Immortelle – Jenseits Der Schatten. In: www.discogs.com. www.discogs.com, abgerufen am 19. Dezember 2023 (englisch).
5. ↑  Luci van Org & Thomas Sabottka in Berlin - Deutsche Mugge. Abgerufen am 19. Dezember 2023.
6. ↑  © 2025 Holysoft GmbH: Ghosts of Fukushima. Abgerufen am 3. Februar 2025.
7. ↑  Audible: Das Grauen von Red Hook. Abgerufen am 3. Februar 2025.
8. ↑  Anton Serkalow – Autor: Fantasy, Horror, Weird Fiction – Romane, Serienkonzepte, Hörspielskripte. Abgerufen am 18. Dezember 2023 (deutsch).
9. ↑  Thalia: Artikeldetail. Abgerufen am 3. Februar 2025.

| Personendaten    | Personendaten    |
| ---------------- | ---------------- |
| NAME             | Sabottka, Thomas |
| KURZBESCHREIBUNG | deutscher Autor  |
| GEBURTSDATUM     | 1968             |
| GEBURTSORT       | Berlin           |